# Starý Plzenec
Starý Plzenec (Duits: Altpilsen) is een stadje in de Tsjechische regio Pilsen. Het stadje ligt op 343 meter hoogte, 11 kilometer ten zuidoosten van het stadscentrum van Pilsen aan de rivier Úslava.

## Geschiedenis

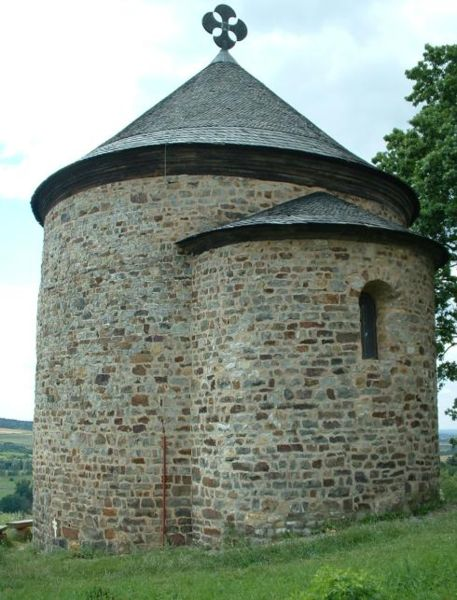
De St. Peter en Paulrotonde

De eerste schriftelijke vermelding van Starý Plzenec stamt uit het jaar 976, toen nog onder de naam Plzeň (Pilsen). De nederzetting, inclusief het Kasteel Pilsen, ontstond in de 10e eeuw aan de doorgaande weg van Praag naar Regensburg. Het was een van de belangrijkste economische en bestuurlijke centra van de Přemysliden in West-Bohemen van die tijd. Rond 1295 werd de stad Nová Plzeň (Nieuw-Pilsen) ongeveer 10 kilometer verder stroomafwaarts aan de Úslava gesticht. Langzamerhand werd het nieuwe Pilsen belangrijker, en kreeg die stad de naam Pilsen. Vanaf dat moment wordt het oorspronkelijke Pilsen Starý Plzenec genoemd, Oud-Pilsen.
Starý Plzenec verloor nu zijn invloed. In de 18e eeuw was er zo weinig van de oorspronkelijke stad over dat het zijn stadsrechten verloor. In 1845 kreeg Starý Plzenec weer de status van marktvlek, en sinds 1902 is het weer een stad.
Tot en met het jaar 2006 behoorde Starý Plzenec tot het district Plzeň-jih (Pilsen-zuid), sinds 2007 is de stad onderdeel van het district Plzeň-město (Pilsen-stad).

## Bezienswaardigheden
- Resten van het Kasteel Pilsen uit de vroege Vroege middeleeuwen op de heuvel Hůrka.
- De St. Peter en Paulrotonde op de heuvel Hůrka uit de tweede helft van de 10e eeuw. Het is het oudste nog bestaande bouwwerk in het westen van Bohemen.

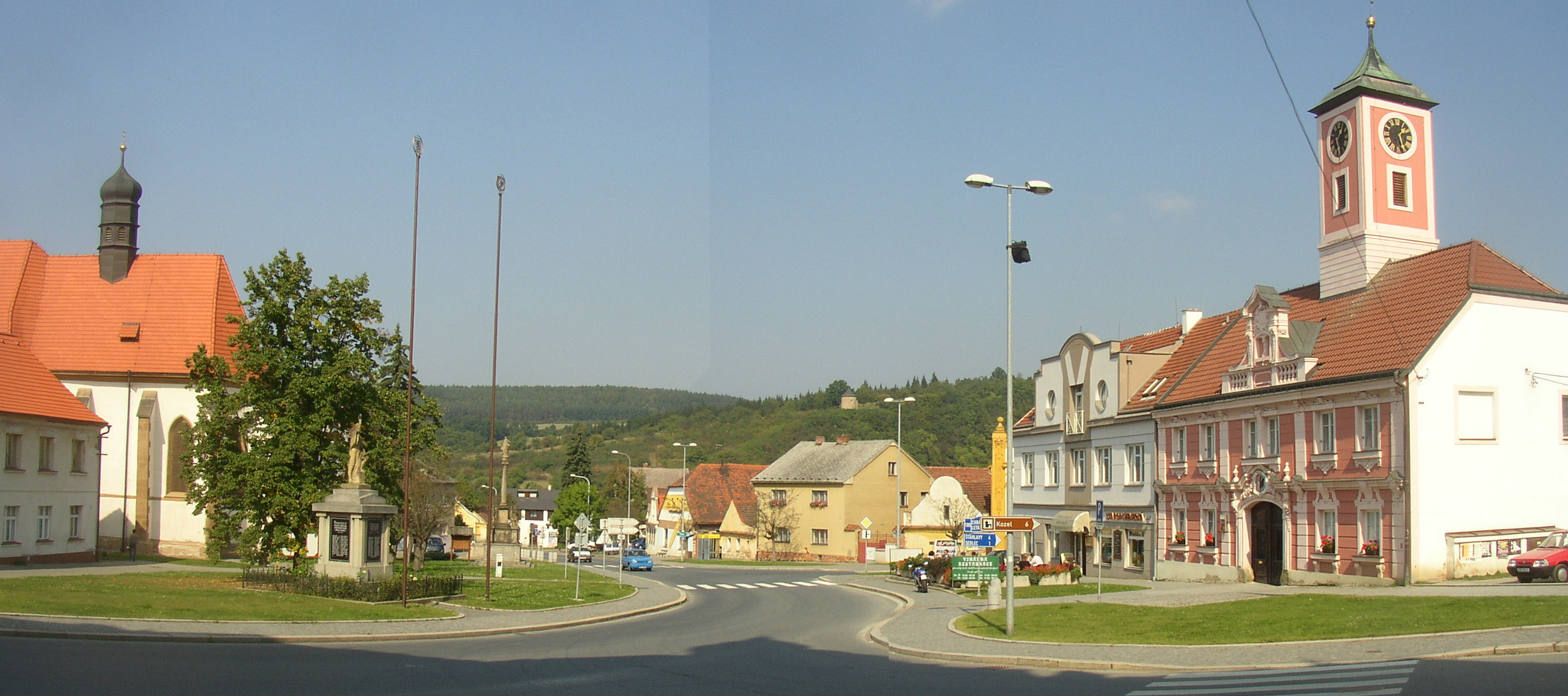
Masaryksplein

Dýšina ·
Chrást ·
Chválenice ·
Kyšice ·
Letkov ·
Lhůta ·
Losiná ·
Mokrouše ·
Nezbavětice ·
Nezvěstice ·
Plzeň ·
Starý Plzenec ·
Šťáhlavy ·
Štěnovický Borek ·
Tymákov